# Sztanyiszlavszkij-módszer
A Sztanyiszlavszkij-módszer, vagy más néven Sztanyiszlavszkij-rendszer megteremtője Konsztantyin Szergejevics Sztanyiszlavszkij orosz színész, rendező és színigazgató. Az ő nevéhez fűződik a Moszkvai Művész Színház 1898-as megalapítása is. Elméletével és színészképzési módszerével alapjaiban változtatta meg a színjátszást.

## Jellege
Sztanyiszlavszkij és Nyemirovics-Dancsenko újfajta színházat valósított meg: a színészeket alárendelték az együttes játéknak, a produkció egységének, a színészi és rendezői értelmezést pedig a drámaíró szándékának. Sztanyiszlavszkij elve az volt, hogy a színészeknek együtt kell felkészülniük, és képesnek kell lenniük egyfajta mély, belső, lélektani azonosulásra a megformált karakterrel, de ezzel együtt függetleníteniük is kell magukat a szereptől, hogy azt alárendelhessék a darabnak. A 19. század végi, könnyen mesterkéltnek és stilizáltnak tűnő bevett színházi gyakorlattal szemben minden előadásban a hiteles érzelmi újrateremtést tűzte ki célul.
A Sztanyiszlavszkij-módszer a színészek képzésének egyik meghatározó rendszerévé vált. A 19. századi mesterkélt és stilizált játékmodorral szemben egy olyan módszert próbált kidolgozni, ami jobban megfelelt a 19. század végén és a 20. század elején jelentkező realista dráma követelményeinek. Nem akart új stílust teremteni, csak össze akarta hangolni a színészi eszköztár azon rendszerszerű elemeit, amelyek révén a színészek függetlenül az éppen uralkodó stílusoktól minden esetben hiteles művészi sikereket tudnak elérni.
A módszer azt várja el színésztől, hogy egyéb források mellett támaszkodjék az ún. érzelmi memóriájára is, azaz idézze föl azokat az érzelmeket és élményeket, amelyeket ő már valaha átélt, vagy amelyek a múltban megtörténtek vele . A „színjáték” eszerint nem akkor kezdődik, amikor a színész fellép a színpadra; ezzel csupán folytatódik a korábbi élmények mozzanatainak sora. A színész megtanul úgy összpontosítani és úgy érzékelni a körülötte történő dolgokat, hogy a színpadi környezet egészére szabadon tudjon reagálni. Az emberek különféle szituációkban való alapos, empatikus megfigyelése során arra törekszik, hogy az érzelmek legszélesebb spektrumát ismertesse meg magával és fejlessze ki magában, így színpadi cselekvése és reakciója a való világ részének tűnjék fel, ne pedig elhitetésnek, „ábrázolásnak”. A módszer kockázatos lehet abban a tekintetben, hogy amikor szerepértelmezés a színész belső impulzusaira épül, a játék során a jelenet akár váratlan fordulatot is vehet. Sztanyiszlavszkij is rámutatott erre a veszélyre, ezért azt követelte színészeitől, hogy mindig rendeljék alá magukat a darab egészének. Sok rendező ellenzi a Sztanyiszlavszkij-módszert, mert az a félelme, hogy általa elveszítheti az irányítást a darab fölött. Mások rendkívül hasznosnak ítélik meg a próbafolyamat során, mert előremozdíthat. Rávilágíthat a szerep vagy a történet olyan rejtett mozzanataira, amelyekre korábban lehet, hogy senki sem gondolt.